# 池田由之
池田 由之（いけだ よしゆき）は、安土桃山時代から江戸時代初期にかけての武将。天城池田家初代。

## 生涯
天正5年（1577年）、池田元助（之助）の嫡男として尾張国犬山で誕生した。天正12年（1584年）の小牧・長久手の戦いで、父は祖父・池田恒興と共に、徳川家康率いる軍勢の襲撃を受けて討死した。由之は8歳の幼子であったため、父の弟である池田輝政が家督を継いだ。
天正17年（1589年）、知行5千石。天正19年（1591年）、三河国吉田で5千石を加増された。慶長5年（1600年）、関ヶ原の戦いに従軍。慶長6年（1601年）、播磨国に移り、佐用郡で2万2千石を与えられ、平福に陣屋を構えた。由之は利神城を改修した。慶長12年（1607年）に駿河御普請役を勤めた際に、徳川家康から馬を拝領している。慶長14年（1609年）、備前国児島郡の下津井城に移り、3万2千石を領した。この頃、名を出羽と改める。慶長17年（1612年）2月5日、正室の万が岡山で死去した。享年20。
慶長18年（1613年）に叔父の輝政が死去し、その嫡男の利隆が家督を継ぐと、由之は下津井から播磨国明石城へ移る。利隆が元和2年（1616年）に死去すると、家督を継いだ光政は、元和3年（1617年）、幼少を理由に因幡国鳥取藩へ転封となる。これに伴い由之も明石城から米子城へと移った。
この頃の池田家中では筆頭家老の伊木忠繁ら要職にある人物も死去しており、由之は幼君の光政を補佐したが、元和4年（1618年）、大小姓・神戸平兵衛の恨みをかい、江戸から米子へ戻る途中、刺殺された。享年42。法号は海禅寺殿霊岳永祥大居士。家督は嫡男の由成が相続した。

## 系譜
- 父：池田元助（池田恒興長男で輝政の兄）
- 母：伊勢貞良娘
- 正室：万・即心院 - 蜂須賀家政娘、蜂須賀至鎮異母妹
  - 長男：由成（岡山藩家老、天城池田家）
  - 次男：由英（池田玄寅）（徳島藩家老家）
- 側室：某氏
  - 三男：忠義（岡山藩番頭）
  - 四男：之政（鳥取藩家老家）
- ？
  - 娘：竹子（津守国貞室）